# E26号線
E26号線 (E26ごうせん、英: European route E26) はドイツにあり、ハンブルク – ベルリンを結ぶ、欧州自動車道路のAクラス道路。

## 経路
A 24、A 10およびA 111と経路が重複している。